# Polyscias bipinnata
Polyscias bipinnata är en araliaväxtart som först beskrevs av Gibbs, och fick sitt nu gällande namn av William Raymond Philipson. Polyscias bipinnata ingår i släktet Polyscias och familjen Araliaceae. Inga underarter finns listade.